# Meanchey
Meanchey o Mean Chey es uno de los doce distritos que forman la provincia camboyana de Nom Pen, con una población estimada en marzo de 2008 de 266 865 habitantes. Está dividido en las siguientes  comunas (khum), que se muestran asimismo con población estimada de 2008:
- Boeng Tumpun 57,495
- Chak Angrae Kraom 26,328
- Chak Angrae Leu 22,223
- Chbar Ampov Muoy 8,848
- Chbar Ampov Pir 24,879
- Nirouth 20,646
- Preaek Para 17,856
- Stueng Mean Chey 88,590[1]